# Bolivar souverain
Pour les articles homonymes, voir Bolívar.
Le bolivar souverain (en espagnol : bolívar soberano ; code ISO 4217 VES) est la monnaie du Venezuela depuis le 20 août 2018. Il a remplacé le bolivar fort (VEF) au taux de 1 bolivar souverain pour 100 000 bolivars forts. Le changement devait initialement se faire le 4 juin 2018 au taux de 1 pour 1 000 mais avait finalement été reporté par le président Nicolás Maduro.
Le 6 août 2021, il est annoncé par décret que le gouvernement supprime 6 zéros à la monnaie et lance le bolivar numérique, une monnaie conjointe. C'est la troisième réévaluation de la monnaie vénézuélienne depuis 2008, avec un total de 14 zéros supprimés depuis cette date.

## Nouveaux billets et pièces émis depuis octobre 2021
Les nouveaux billets émis figurant le portrait de Simón Bolívar sont les suivants :
- 5 bolivars (marron)
- 10 bolivars (violet)
- 20 bolivars (orange)
- 50 bolivars (vert)
- 100 bolivars (magenta)

Complétés par trois nouvelles pièce de monnaie en acier plaqué nickel :
- 0,25 bolivar
- 0,50 bolivar
- 1 bolivar

## Anciennes émissions

### Billets de banque
Les nouveaux billets émis sont les suivants :
- 2 bolivars (bolívares soberanos)
- 5 bolivars
- 10 bolivars
- 20 bolivars
- 50 bolivars
- 100 bolivars
- 200 bolivars
- 500 bolivars.

En 2019, s'ajoutent :
- 10 000 bolivars ;
- 20 000 bolivars ;
- 50 000 bolivars.

En 2020, un billet de 100 000 bolivars est lancé.
En 2021, s'ajoutent :
- 200 000 bolivars ;
- 500 000 bolivars ;
- 1 000 000 bolivars.

Avant octobre 2021, plus aucun billet ne circule, seuls les règlements électroniques sont acceptés.

## Contrôle des changes
Dès le lendemain de son entrée en vigueur, la nouvelle monnaie est dévaluée de 96 %, sa valeur passant à 60 bolivars pour 1 dollar. Le 22 août 2018, sa valeur au taux officiel est alors de un euro pour 68,65 bolivars forts, un dollar pour 60 bolivars forts, et de un dollar pour 65 bolivars forts au marché parallèle.
En janvier 2019, le bolivar souverain est de nouveau dévalué, de 34,83 % cette fois. Au taux officiel, un dollar vaut 3 200 bolivars souverains et au marché noir, un dollar vaut 3 118,62 bolivars souverains.
La valeur du bolivar souverain est indexée à celle du petro, une cryptomonnaie créée par le gouvernement Maduro au taux de 1 petro pour 3 600 bolivars souverains.

## Évolution du taux de change
Au 20 août 2019, c'est-à-dire un an après son introduction, le bolivar souverain avait perdu 99,97 % de sa valeur par rapport à celle qu'il avait initialement.
Fin novembre 2020, le taux face au dollar américain dépasse 1 million de bolivars pour 1 dollar. Cette monnaie est à ce moment-là la plus faible en circulation dans le monde.
Au 1er octobre 2021, la Banque centrale du Venezuela introduit un équivalent au bolivar souverain, le (es) bolívar digital, en français bolivar numérique. Cette décision permet de transformer le bolivar souverain en le divisant par 1 million. Cette reconversion s'imposait pour le quotidien des Vénézuéliens, simplifiant la comptabilité dans les entreprises et les banques, là où les systèmes ne peuvent plus gérer les chiffres colossaux.
Le bolivar numérique n’est pas de jure une nouvelle monnaie. Il ne vaudra ni plus ni moins que le bolivar actuel, c’est seulement l’échelle monétaire qui change pour faciliter les transactions.